# Bulbophyllum santosii
Bulbophyllum santosii là một loài phong lan thuộc chi Bulbophyllum.